# Vietnám az 1964. évi nyári olimpiai játékokon
Vietnám a japán Tokióban megrendezett 1964. évi nyári olimpiai játékok egyik részt vevő nemzete volt. Az országot az olimpián 5 sportágban 16 sportoló képviselte, akik érmet nem szereztek.

## Atlétika
Férfi
| Versenyző      | Versenyszám | Előfutam         | Előfutam         | Előfutam         | Negyeddöntő | Negyeddöntő | Negyeddöntő | Elődöntő | Elődöntő | Elődöntő | Döntő         | Döntő         |
| Versenyző      | Versenyszám | Idő              | Hely.            | Össz.            | Idő         | Hely.       | Össz.       | Idő      | Hely.    | Össz.    | Idő           | Helyezés      |
| -------------- | ----------- | ---------------- | ---------------- | ---------------- | ----------- | ----------- | ----------- | -------- | -------- | -------- | ------------- | ------------- |
| Ho Thành Chinh | 100 m       | 11,9             | 7.               | 72.              | kiesett     | kiesett     | kiesett     | kiesett  | kiesett  | kiesett  | kiesett       | kiesett       |
| Nguyễn Văn Lý  | 5000 m      | 17:28,0          | 13.              | 48.              |             |             |             |          |          |          | kiesett       | kiesett       |
| Nguyễn Văn Lý  | Maraton     |                  |                  |                  |             |             |             |          |          |          | nem ért célba | nem ért célba |
| Nguyễn Văn Lý  | 1500 m      | nem állt rajthoz | nem állt rajthoz | nem állt rajthoz |             |             |             | kiesett  | kiesett  | kiesett  | kiesett       | kiesett       |

## Cselgáncs
| Versenyző       | Versenyszám | Csoportkör                                                                                  | Csoportkör | Negyeddöntő       | Elődöntő          | Döntő             | Helyezés |
| Versenyző       | Versenyszám | Ellenfél Eredmény                                                                           | Hely.      | Ellenfél Eredmény | Ellenfél Eredmény | Ellenfél Eredmény | Helyezés |
| --------------- | ----------- | ------------------------------------------------------------------------------------------- | ---------- | ----------------- | ----------------- | ----------------- | -------- |
| Nguyễn Văn Bình | Könnyűsúly  | 8. csoport · Eiam Harssarungsri (THA) · V · Ārons Boguļubovs (URS) · V                      | 3.         | kiesett           | kiesett           | kiesett           | 19.      |
| Lê Bả Thành     | Középsúly   | 6. csoport · Huang Csin-csun (Huang Chin-Chun) (ROC) · V · Kim Ithe (Kim Eui-Tae) (KOR) · V | 3.         | kiesett           | kiesett           | kiesett           | 17.      |
| Thuc Tuan Thai  | Középsúly   | 4. csoport · Pipat Singsanee (THA) · V · Peter Snijders (NED) · V                           | 3.         | kiesett           | kiesett           | kiesett           | 17.      |

## Kerékpározás

### Országúti kerékpározás
| Versenyző                                              | Versenyszám     | Idő                    | Helyezés |
| ------------------------------------------------------ | --------------- | ---------------------- | -------- |
| Nguyễn Văn Khoi                                        | Mezőnyverseny   | kizárták               | kizárták |
| Trần Văn Nen                                           | Mezőnyverseny   | 4:39:51,83 (+0:00,20)  | 90.      |
| Nguyễn Văn Ngan                                        | Mezőnyverseny   | kizárták               | kizárták |
| Phạm Văn Sau                                           | Mezőnyverseny   | 4:39:51,83 (+0:00,20)  | 76.      |
| Huỳnh Anh Nguyễn Văn Khoi Trần Văn Nen Nguyễn Văn Ngan | Csapat időfutam | 3:08:59,35 (+42:28,16) | 31.      |

### Pálya-kerékpározás
Sprintverseny
| Versenyző       | Versenyszám  | 1. forduló                                            | 1. forduló | Vigaszág selejtező                                     | Vigaszág selejtező | Vigaszág döntő       | Vigaszág döntő | Nyolcaddöntő           | Nyolcaddöntő | Vigaszág selejtező     | Vigaszág selejtező | Vigaszág döntő       | Vigaszág döntő | Negyeddöntő          | Elődöntő             | Döntő                | Helyezés    |
| Versenyző       | Versenyszám  | Ellenfelek Győztes idő                                | Hely.      | Ellenfelek Győztes idő                                 | Hely.              | Ellenfél Győztes idő | Hely.          | Ellenfelek Győztes idő | Hely.        | Ellenfelek Győztes idő | Hely.              | Ellenfél Győztes idő | Hely.          | Ellenfél Győztes idő | Ellenfél Győztes idő | Ellenfél Győztes idő | Helyezés    |
| --------------- | ------------ | ----------------------------------------------------- | ---------- | ------------------------------------------------------ | ------------------ | -------------------- | -------------- | ---------------------- | ------------ | ---------------------- | ------------------ | -------------------- | -------------- | -------------------- | -------------------- | -------------------- | ----------- |
| Nguyễn Văn Châu | Férfi egyéni | Pierre Trentin (FRA) · José Luis Tellez (MEX) · 12,77 | 2.         | Zbysław Zając (POL) · Amar Singh Billing (IND) · 12,31 | 2.                 | kiesett              | kiesett        | kiesett                | kiesett      | kiesett                | kiesett            | kiesett              | kiesett        | kiesett              | kiesett              | kiesett              | helyezetlen |

Időfutam
| Versenyző    | Versenyszám  | Idő     | Helyezés |
| ------------ | ------------ | ------- | -------- |
| Trần Văn Nen | Férfi egyéni | 1:21,58 | 25.      |

Üldözőversenyek
| Versenyző    | Versenyszám  | Selejtező                    | Selejtező  | Selejtező  | Negyeddöntő  | Negyeddöntő | Negyeddöntő | Elődöntő     | Elődöntő  | Elődöntő | Döntő        | Döntő     | Helyezés    |
| Versenyző    | Versenyszám  | Ellenfél Idő                 | Saját idő  | Hely.      | Ellenfél Idő | Saját idő   | Hely.       | Ellenfél Idő | Saját idő | Hely.    | Ellenfél Idő | Saját idő | Helyezés    |
| ------------ | ------------ | ---------------------------- | ---------- | ---------- | ------------ | ----------- | ----------- | ------------ | --------- | -------- | ------------ | --------- | ----------- |
| Trần Văn Nen | Férfi egyéni | Skip Cutting (USA) · 5:25,59 | lekörözték | lekörözték | kiesett      | kiesett     | kiesett     | kiesett      | kiesett   | kiesett  | kiesett      | kiesett   | helyezetlen |

## Úszás
Férfi
| Versenyző      | Versenyszám | Előfutam | Előfutam | Előfutam | Elődöntő | Elődöntő | Elődöntő | Döntő   | Döntő    |
| Versenyző      | Versenyszám | Idő      | Hely.    | Össz.    | Idő      | Hely.    | Össz.    | Idő     | Helyezés |
| -------------- | ----------- | -------- | -------- | -------- | -------- | -------- | -------- | ------- | -------- |
| Phan Hữu Dong  | 100 m gyors | 1:01,1   | 6.       | 62.*     | kiesett  | kiesett  | kiesett  | kiesett | kiesett  |
| Nguyễn Ðình Lê | 100 m gyors | 1:01,1   | 6.       | 62.*     | kiesett  | kiesett  | kiesett  | kiesett | kiesett  |
| Huỳnh Văn Hải  | 200 m mell  | 2:51,6   | 6.       | 32.      | kiesett  | kiesett  | kiesett  | kiesett | kiesett  |

* - egy másik versenyzővel azonos időt ért el

## Vívás
Férfi
| Versenyző      | Versenyszám       | Csoportkör | Csoportkör | Csoportkör        | Csoportkör | Elődöntő          | Elődöntő          | Elődöntő          | Döntő             | Helyezés    |
| Versenyző      | Versenyszám       | 1. kör | 1. kör     | 2. kör            | 2. kör     | 3. kör            | 4. kör            | 5. kör            | Döntő             | Helyezés    |
| Versenyző      | Versenyszám       | Ellenfél Eredmény | Hely.      | Ellenfél Eredmény | Hely.      | Ellenfél Eredmény | Ellenfél Eredmény | Ellenfél Eredmény | Ellenfél Eredmény | Helyezés    |
| -------------- | ----------------- | --- | ---------- | ----------------- | ---------- | ----------------- | ----------------- | ----------------- | ----------------- | ----------- |
| Trần Văn Xuan  | Párbajtőr, egyéni | B. csoport · Hrihorij Krissz (URS) · 1-5 · Paul Gnaier (EUA) · 1-5 · Hassan El-Said (LIB) · 1-5 · Ókava Heizaburó (JPN) · 3-5 · René Van Den Driessche (BEL) · 0-5 · Yves Dreyfus (FRA) · 5-2 · Michael Ryan (IRL) · 1-5 | 7.         | kiesett           | kiesett    | kiesett           | kiesett           | kiesett           | kiesett           | helyezetlen |
| Trần Văn Xuan  | Kard, egyéni      | E. csoport · Mark Rakita (URS) · 1-5 · Jacques Lefèvre (FRA) · 2-5 · Funamizu Micujuki (JPN) · 1-5 · Dieter Wellmann (EUA) · 2-5 · Richard Oldcorn (GBR) · 2-5 · Bizhan Zarnegar (IRI) · 2-5                             | 7.         | kiesett           | kiesett    | kiesett           | kiesett           |                   | kiesett           | helyezetlen |
| Nguyễn The Loc | Kard, egyéni      | B. csoport · Jerzy Pawłowski (POL) · 0-5 · Hámori Jenő (USA) · 0-5 · Cesare Salvadori (ITA) · 1-5 · Octavian Vintilă (ROU) · 1-5 · Jan Boutmy (AHO) · 0-5 · Ronnie Theseira (MAS) · 5-4                                  | 6.         | kiesett           | kiesett    | kiesett           | kiesett           |                   | kiesett           | helyezetlen |